# Martin de Gurrea y Aragón
Martin de Gurrea y Aragón (španjolski: Martín de Gurrea y Aragón) (Pedrola, 17. svibnja 1525./1526. — Pedrola, 25. travnja 1581.) bio je španjolski plemić, grof Ribagorze dvaput te vojvoda Villahermose (1550. — 1581.). Poznat je i po tome što je bio mecena.
Bio je potomak kraljevske obitelji Aragonije, sin grofa Alfonsa Felipea i njegove supruge, Ane. Od oca je naslijedio titulu grofa i zemlju.
Istakao se i kao vojnik u bitci znanoj na španjolskom kao Batalla de San Quintín.

## Brakovi
Martinova supruga je bila Luisa de Borja y Aragón (umrla 1560.).
Luisa i Martin su imali djecu:
- Ivan de Gurrea y Aragón, grof
- Fernando de Gurrea y Aragón, grof
- Martín de Gurrea y Aragón
- Francisco de Gurrea y Aragón, grof
- Ana de Gurrea y Aragón (suprug joj je bio Felipe Galcerán de Castro de So y Pinós)
- María de Gurrea y Aragón (redovnica)
- Inés de Gurrea y Aragón (redovnica)
- Juana de Gurrea y Aragón (umrla kao djevojčica)

Martin je svoju titulu grofa prepustio svom sinu Ivanu, ali nakon što je Ivan ubio svoju suprugu, Martin je ponovno postao grof; njegov sin je pogubljen.
Nakon smrti Luise, Martin je oženio Maríju Pérez de Pomar; njihova je kći bila Julijana, supruga Juana de Aragóna, señora Ballobara y Las Casetasa.
María i Gabriela su imena Martinovih izvanbračnih kćeri.